# Атрибуты щита (геральдика)
Атрибуты щита — сочетание одного цвета в гербе с одним металлом, образующие при этом одинаковые поля.
Термин «атрибут» включает в себя особое понятие, складывающееся из всех качественных характеристик, необходимых для описания герба, как деление по принципу пересечения, скошения, деления на четверти.

## Виды атрибутов щита
1. С вогнутым сводом — атрибут щита, разделённого на три поля двумя дугообразными видимыми линиями, выходящие из средней точки линии главы и направленными в противоположные стороны к средним точкам каждого из противолежащих боков щита (не следует путать этот атрибут со сводообразным делением, когда каждому из трёх полей присущ свой цвет или металл, а также не стоит путать свод и с пирамидой). Когда крайние точки двух дугообразных линий не доходят до середины боковых сторон герба, то речь идёт о «повышенном своде».
2. Пирамида — атрибут щита, разделённого на три поля двумя видимыми линиями, выходящими из кантов оконечности и сходящимися в средней точке линии главы (щит имеет два цвета). Пирамида не делит поле герба, а «вписывается» в него, поэтому этот атрибут не следует путать с пирамидальным делением, когда каждое из образованных линиями деления полей характеризуется своим цветом или металлом (щит имеет не менее трёх цветов). Не путать пирамиду со сводом, линии которого более короткие и почти всегда закруглённые.
3. Опрокинутая пирамида — атрибут щита, разделённого на три поля двумя видимыми линиями, выходящих из углов главы щита и сходящимися в средней точке конца, то есть в острие (не следует путать этот атрибут с трёхчастным делением, а также с опрокинутым остриём, так как там речь идёт о фигуре). Линии опрокинутой пирамиды чаще всего бывают дугообразными, выпуклыми, тяготеющими к середине. Крайне редко встречается атрибут под названием «пониженная опрокинутая пирамида», когда линии выходят из средних точек боков.
4. Опрокинутая полупирамида — та же опрокинутая пирамида, но без одной стороны. Атрибут встречается крайне редко, может описываться, как род бризуры.
5. Пирамида (вправо, влево) — атрибут щита, разделённого на три части двумя линиями, выходящими из угла главы и угла края и сходящимися в средней точке противолежащей боковой стороны. Этот атрибут отличается от пирамидального деления, так как обоим треугольникам присущ один цвет или металл.
6. Боковые поля (фланги) — атрибут щита, разделённого на три столбца, причём ширина боковых столбов составляет две трети от ширины нормального столба (когда щит делится по вертикали на три равные части). При этом оба боковых столба, получивших название «боковые поля» или «фланги», должны быть одного цвета или металла. Их линии могут быть дугообразными, тяготеющими к середине щита, такой атрибут именуется «закруглёнными флангами».
7. Заострённый — атрибут щита, разделённого сторонами вытянутых треугольников, основания которых лежат на одной стороне, а вершины — на противоположной.
8. Решётчатый (окованный) — специалисты расходятся во мнениях по поводу точного определения этих атрибутов. Одни оговаривают разницу между решётчатым и окованным, выбирая в качестве критерия ширину скрещивающихся полос, которая в окованных — шире. Французские знатоки, напротив, определяют количество полос, по их мнению, решётка образуется при пересечении трёх малых перевязей справа с тремя перевязями слева. Окованный превращается в решётчатый, когда речь идёт о десяти и более элементов (полос). В обоих случаях места скрещивания могут быть украшены головками гвоздей, цвет которых необходимо приводить в описании — «пригвождена таким то цветом». Ромбы, образующиеся между пересекающимися элементами, передают цвет поля щита и его следует указать в первую очередь. Полосы могут быть заменены копьями или стрелами, в таком случае этот атрибут называется «решёткой из копий» или «решёткой из стрел».
9. Сетчатый — атрибут щита, рассечённого на ячейки разнонаправленными диагональными узкими полосами.
10. Канва — атрибут щита, поле которого покрыто мелкой сеткой. Вероятно, этот атрибут символизирует звенья железной кольчуги[1].